# Herrens himmelsfärds kyrka, Kučevo
Herrens himmelsfärds kyrka (serbisk kyrilliska: Црква Вазнесења Господњег; latinska: Crkva Vaznesenja Gospodnjeg) är en serbisk-ortodox kyrkobyggnad belägen i staden och kommunen Kučevo i den statistiska regionen Södra och östra Serbien, i Serbien.
Kyrkan är helgad åt Kristi himmelsfärd och tillhör Braničevos stift.

## Historik

### Tidigare kyrkan
Den tidigare kyrkan byggdes år 1832.

### Nuvarande kyrkan
Den nuvarande kyrkan började att byggas år 1903 och stod klar 1908. Den uppfördes enligt ritningar av arkitekt Dušan Živanović.

## Kyrkan
Kyrkans form symboliserar ett grekiskt kors.

## Bilder

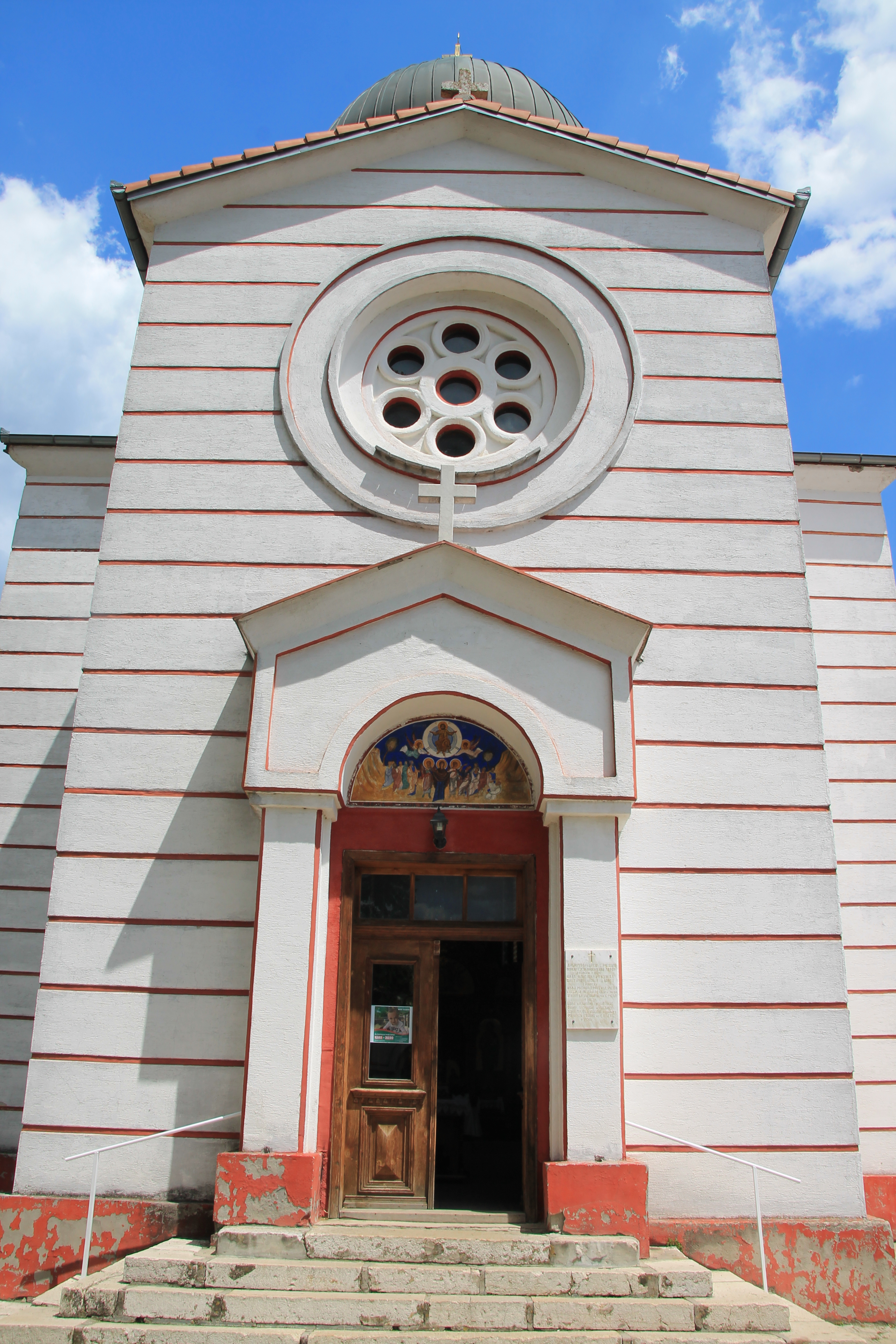
Entrén.
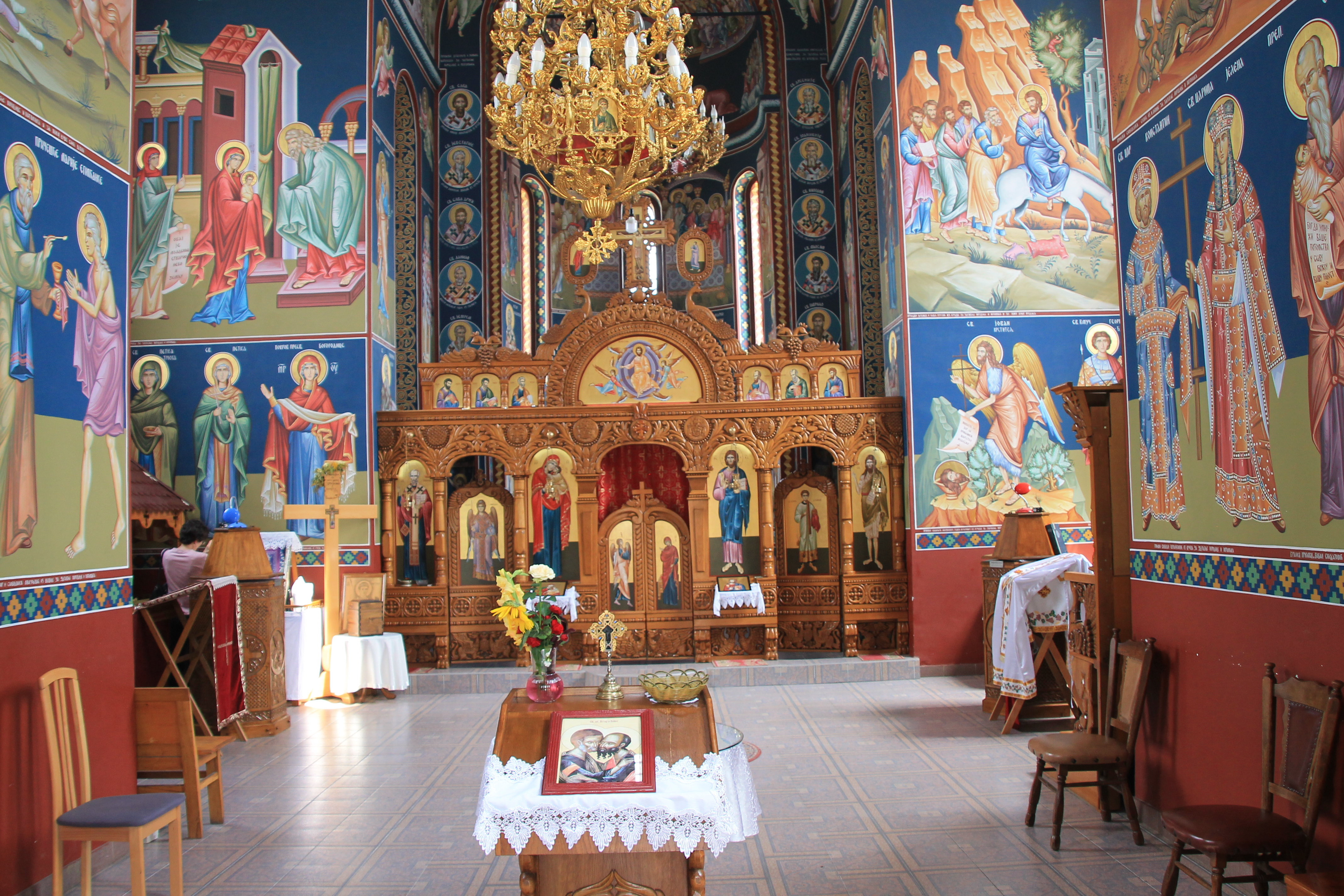
Kyrkans interiör mot ikonostasen.
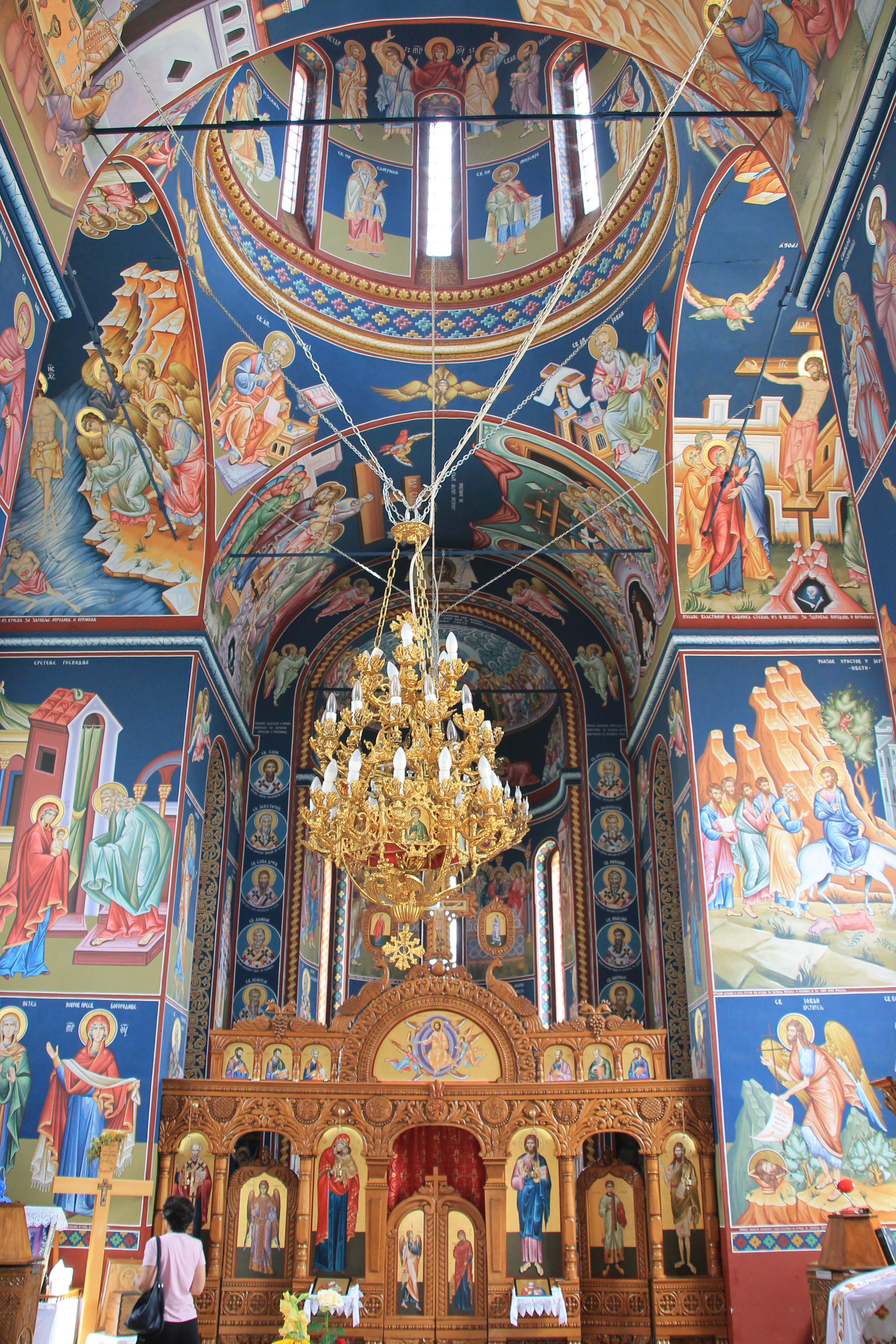
Interiören.
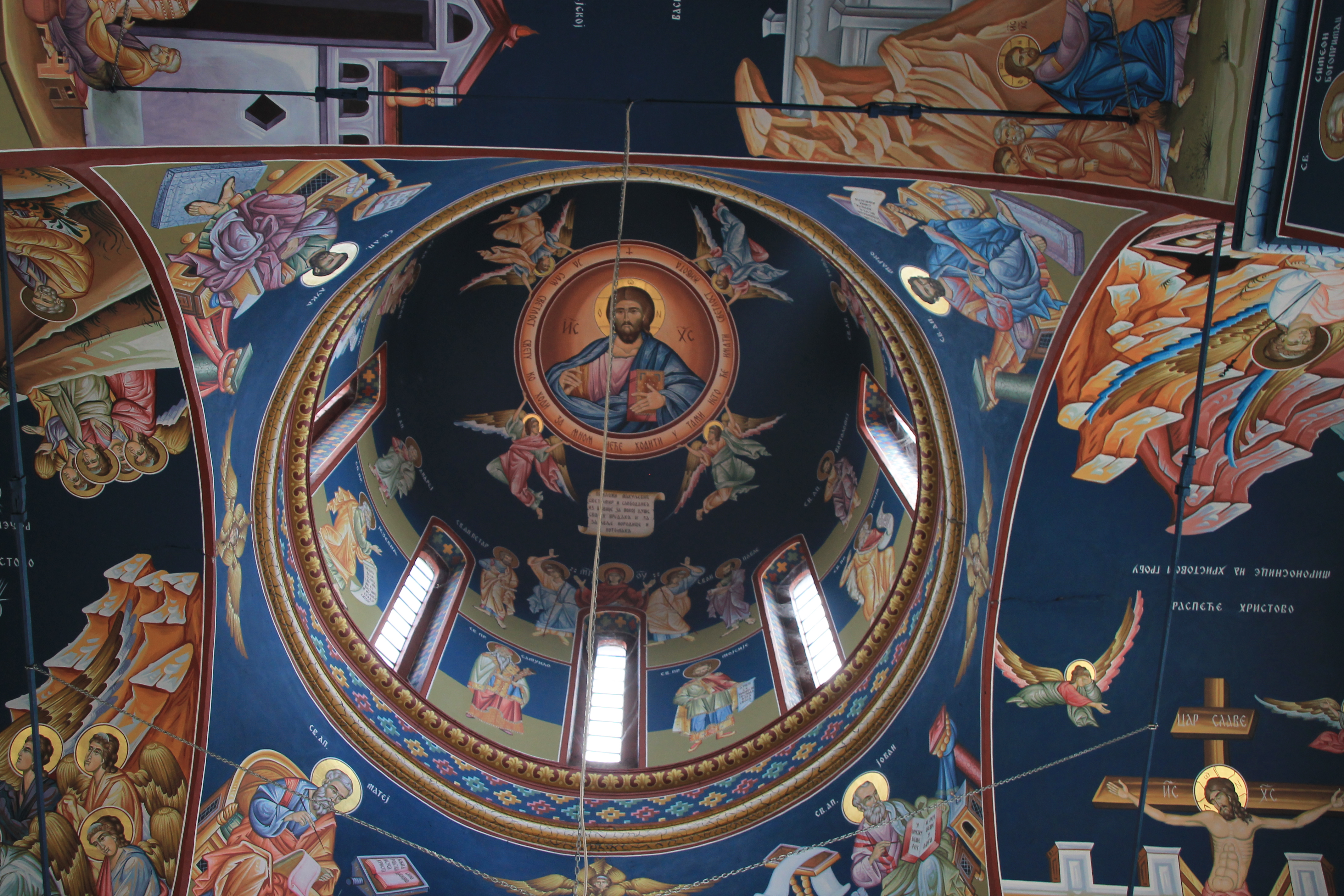
Kupolen, där Jesus Kristus pantokrator är avbildad.
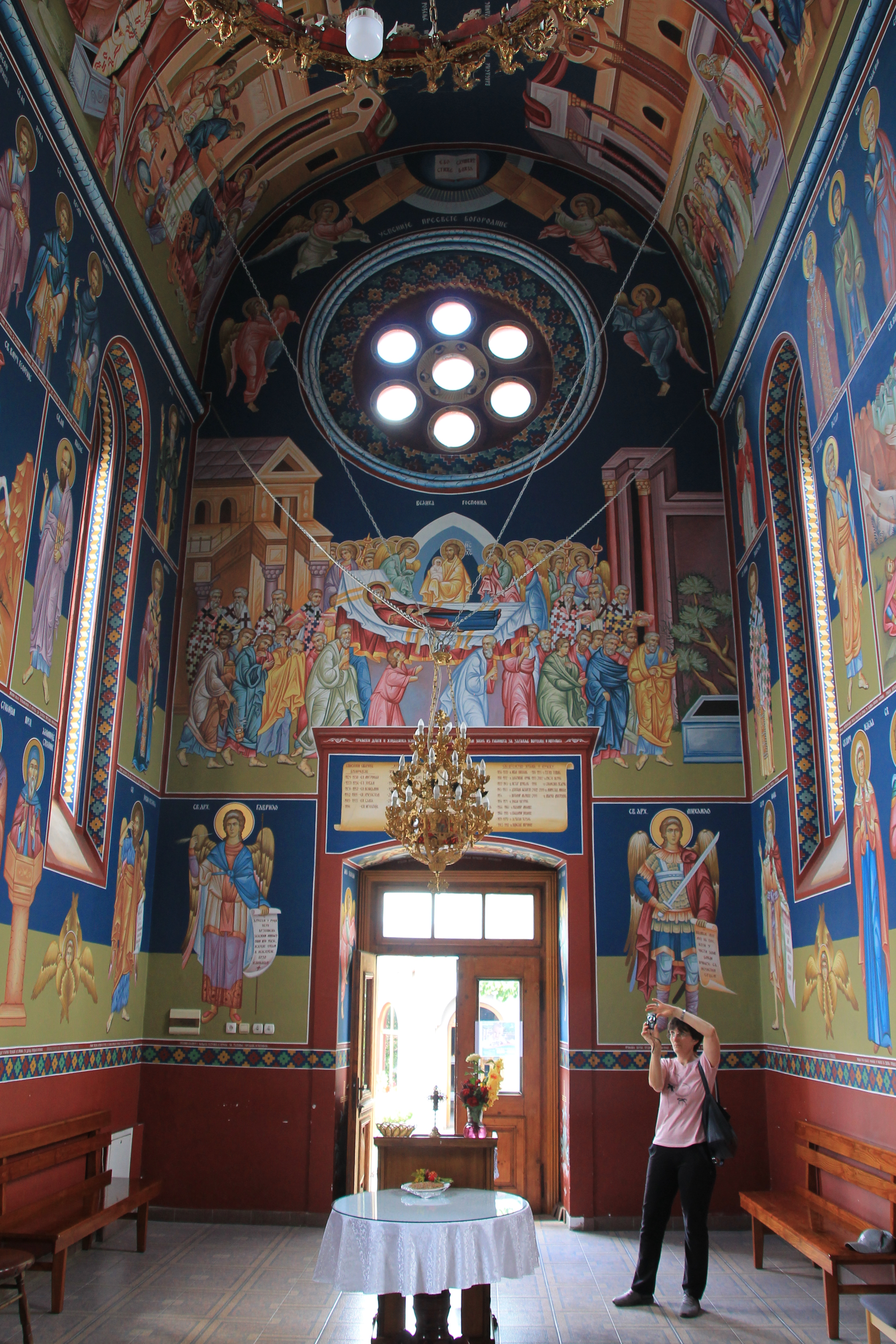
Interiören mot utgången.
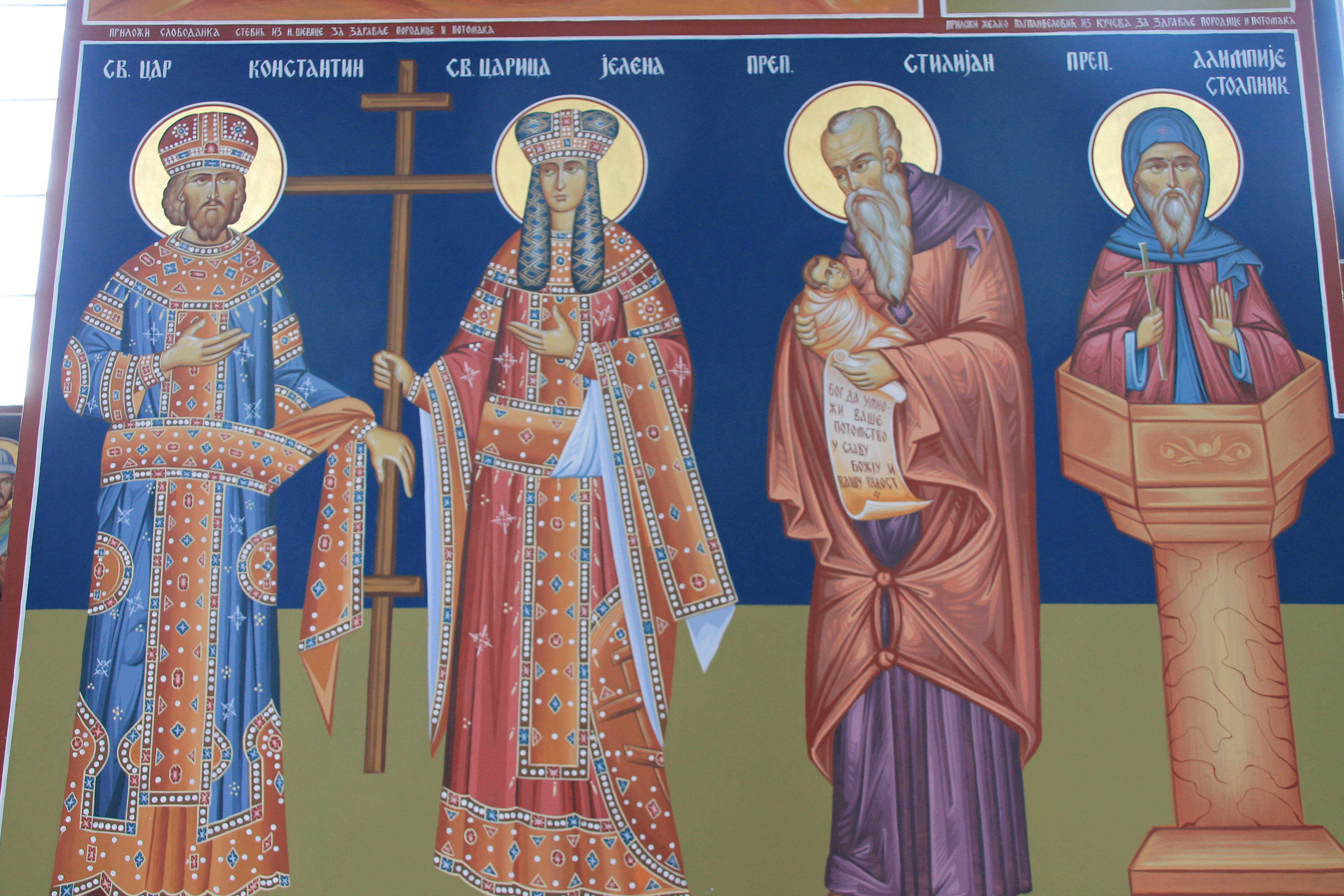
Fresk föreställande bland annat Konstantin den store och Helena.